# جاك فيرانت
جاك فيرانت (بالإنجليزية: Jack Ferrante)‏ هو لاعب كرة قدم أمريكية أمريكي، ولد في 9 مارس 1916 في كامدن في الولايات المتحدة، وتوفي في 23 نوفمبر 2006 في بنسيلفانيا في الولايات المتحدة.

## وصلات خارجية
- جاك فيرانت على موقع مرجع كرة القدم المحترفة.كوم (الإنجليزية)